# Гребля Єсик (нижня)
Гребля Єсик (нижня) – споруда на півдні Казахстану, головною функцією якої є захист від селів.
8 – 10 тисяч років тому на північному схилі Заілійського Алатау в долині річки Єсик стався обвал, який перекрив долину та призвів до появи озера Єсик із глибиною до 80 метрів. 7 липня 1963-го в басейні Єсику стався прорив озера на льодовику Жарсай, який призвів до формування селю загальним об’ємом 5,8 млн м3, що пройшов по річці Жарсай та у підсумку досягнув озера Єсик. Протягом чотирьох годин в озеро прийшли дванадцять хвиль селю висотою до 4 метрів, що утворило на поверхні хвилі висотою до 5,5 метрів та у підсумку призвело до розмивання природної греблі (висота урвища в місці промоїни перевищує півсотні метрів) та зникнення водойми ємністю 18 млн м3, яка виконувала функцію природного селесховища. Унаслідок селю в околицях озера Єсик загинуло 52 особи.   
Наприкінці 1980-х почались роботи з відновлення озера. З його котловини вийняли принесені селем каміння та глину і використали їх для спорудження нової, тепер вже штучної, греблі на виході з озера. Ця насипна споруда має висоту 48 (за іншими даними – 53) метрів, а об’єм створеного нею селесховища оцінюється у 12,8 млн м3. Будівництво греблі завершили в 1990-х роках (за одними даними на початку десятиліття, за іншими – наприкінці), при цьому з селезахисних міркувань нова водойма заповнюється лише на ¾ від старого обсягу.
В 2008 та 2019 роках ввели в дію дві дериваційні міні-ГЕС, які живляться за рахунок спуску води з озера Єсик.
Також можливо відзначити, що вище по течії від озера звели ще одну селезахисну греблю.